# Distretto di Kambia
Kambia è un distretto della Sierra Leone situato nella Provincia del Nord.
Il capoluogo del distretto è la città di Kambia.